# EF Pro Cycling/Saison 2020
Diese Liste beschreibt die Mannschaft und die Erfolge des Radsportteams EF Pro Cycling in der Saison 2020.

## Mannschaft
| Teamkader 2020                      | Teamkader 2020     | Teamkader 2020         | Teamkader 2020                                       |
| Name                                | Geburtsdatum       | Land                   | Vorheriges Team                                      |
| ----------------------------------- | ------------------ | ---------------------- | ---------------------------------------------------- |
| Sean Bennett                        | 31. März 1996      | Vereinigte Staaten     | Hagens Berman Axeon (2018)                           |
| Alberto Bettiol                     | 29. Oktober 1993   | Italien                | BMC Racing Team (2018)                               |
| Stefan Bissegger (1. Aug.–31. Dez.) | 13. September 1998 | Schweiz                | Swiss Racing Academy (2019)                          |
| Jonathan Caicedo                    | 28. April 1993     | Ecuador                | Medellín (2018)                                      |
| Hugh Carthy                         | 9. Juli 1994       | Vereinigtes Königreich | Caja Rural-Seguros RGA (2016)                        |
| Simon Clarke                        | 18. Juli 1986      | Australien             | Orica-GreenEDGE (2015)                               |
| Magnus Cort Nielsen                 | 16. Januar 1993    | Dänemark               | Astana (2019)                                        |
| Lawson Craddock                     | 20. Februar 1992   | Vereinigte Staaten     | Giant-Alpecin (2015)                                 |
| Mitchell Docker                     | 2. Oktober 1986    | Australien             | Orica-Scott (2017)                                   |
| Ruben Guerreiro                     | 6. Juli 1994       | Portugal               | Katusha-Alpecin (2019)                               |
| Kristoffer Halvorsen                | 13. April 1996     | Norwegen               | Team Ineos (2019)                                    |
| Sergio Higuita                      | 1. August 1997     | Kolumbien              | Fundación Euskadi (2019)                             |
| Moreno Hofland                      | 31. August 1991    | Niederlande            | Lotto-Soudal (2018)                                  |
| Alex Howes                          | 1. Januar 1988     | Vereinigte Staaten     | Chipotle Development (2011)                          |
| Tanel Kangert                       | 11. März 1987      | Estland                | Astana (2018)                                        |
| Jens Keukeleire                     | 23. November 1988  | Belgien                | Lotto-Soudal (2019)                                  |
| Sebastian Langeveld                 | 17. Januar 1985    | Niederlande            | Orica-GreenEDGE (2013)                               |
| Daniel Felipe Martínez              | 25. April 1996     | Kolumbien              | Wilier Triestina-Selle Italia (2017)                 |
| Lachlan Morton                      | 2. Januar 1992     | Australien             | Dimension Data (2018)                                |
| Logan Owen                          | 25. März 1995      | Vereinigte Staaten     | Axeon-Hagens Berman (2017)                           |
| Neilson Powless                     | 3. September 1996  | Vereinigte Staaten     | Team Jumbo-Visma (2019)                              |
| Jonas Rutsch                        | 24. Januar 1998    | Deutschland            | Team Lotto-Kern Haus (2019)                          |
| Thomas Scully                       | 14. Januar 1990    | Neuseeland             | Drapac Professional Cycling (2016)                   |
| Rigoberto Urán                      | 26. Januar 1987    | Kolumbien              | Etixx-Quick Step (2015)                              |
| Julius van den Berg                 | 23. Oktober 1996   | Niederlande            | SEG Racing Academy (2018)                            |
| Tejay van Garderen                  | 12. August 1988    | Vereinigte Staaten     | BMC Racing Team (2018)                               |
| Sep Vanmarcke                       | 28. Juli 1988      | Belgien                | LottoNL-Jumbo (2016)                                 |
| Luis Villalobos (1. Jul.–31. Mai)   | 26. Juni 1998      | Mexiko                 | Aevolo (2019)                                        |
| James Whelan                        | 11. Juli 1996      | Australien             | Drapac-EF p/b Cannondale Holistic Development (2018) |
| Michael Woods                       | 12. Oktober 1986   | Kanada                 | Optum-Kelly Benefit Strategies (2015)                |
|                                     |                    |                        |                                                      |
| Quelle: ProCyclingStats             |                    |                        |                                                      |

## Erfolge

### Erfolge in der UCI WorldTour
Bei den Rennen der UCI WorldTour im Jahr 2020 gelangen dem Team nachstehende Erfolg.
| Datum          | Rennen                              | Fahrer                 |
| -------------- | ----------------------------------- | ---------------------- |
| 12.–16. August | Gesamtwertung Critérium du Dauphiné | Daniel Felipe Martínez |
| 9. September   | 3. Etappe Tirreno-Adriatico         | Michael Woods          |
| 11. September  | 13. Etappe Tour de France           | Daniel Felipe Martínez |
| 5. Oktober     | 3. Etappe Giro d’Italia             | Jonathan Caicedo       |
| 11. Oktober    | 9. Etappe Giro d’Italia             | Ruben Guerreiro        |
| 27. Oktober    | 7. Etappe Vuelta a España           | Michael Woods          |
| 1. November    | 12. Etappe Vuelta a España          | Hugh Carthy            |
| 6. November    | 16. Etappe Vuelta a España          | Magnus Cort Nielsen    |

### Erfolge bei der UCI ProSeries
Bei den Rennen der UCI ProSeries im Jahr 2020 gelangen dem Team nachstehende Erfolge.
| Datum   | Rennen           | Fahrer       |
| ------- | ---------------- | ------------ |
| 1. März | La Drôme Classic | Simon Clarke |

### Erfolge in den Continental Circuits
Bei den Rennen des UCI Continental Circuits gelangen dem Team nachstehende Erfolge.
| Datum           | Rennen                             | Kat. | Fahrer                 |
| --------------- | ---------------------------------- | ---- | ---------------------- |
| 6. Februar      | 2. Etappe Étoile de Bessèges       | 2.1  | Magnus Cort            |
| 9. Februar      | 5. Etappe Étoile de Bessèges (EZF) | 2.1  | Alberto Bettiol        |
| 11. Februar     | 1. Etappe Tour Colombia (MZF)      | 2.1  | EF Pro Cycling         |
| 14. Februar     | 4. Etappe Tour Colombia            | 2.1  | Sergio Higuita         |
| 16. Februar     | 6. Etappe Tour Colombia            | 2.1  | Daniel Felipe Martínez |
| 11.–16. Februar | Gesamtwertung Tour Colombia        | 2.1  | Sergio Higuita         |

### Erfolge in den Nationalen Straßen-Radsportmeisterschaften
Bei den Rennen der Nationalen Straßen-Radsportmeisterschaften 2020 konnte das Team nachstehende Titel erringen.
| Datum      | Rennen                                          | Sieger                 |
| ---------- | ----------------------------------------------- | ---------------------- |
| 30. Januar | Kolumbianische Meisterschaft – Einzelzeitfahren | Daniel Felipe Martínez |
| 2. Februar | Kolumbianische Meisterschaft – Straßenrennen    | Sergio Higuita         |